# Sandra Trattnigg
Sandra Trattnigg (Klagenfurt, 14 novembre 1976) è un soprano austriaca.

## Biografia
Il soprano Sandra Trattnigg, originaria del sud della Carinzia vive a Zurigo dal 2005. Ha assolto i suoi studi presso l'Universität für Musik und Darstellende Kunst (Università per la musica e arte figurativa) a Vienna con Hélène Lazarska (canto) e Edith Mathis (lied e oratorio). Nel 2001 ha vinto il concorso di canto "Kammeroper Schloss Rheinsberg" (Berlino), nel 2002 è stata premiata al concorso "Musica Juventutis" del Wiener Konzerthaus e nel 2003 ha ottenuto il premio di sostegno dell'università «Mozarteum» di Salisburgo.
Nel 2001, Sandra Trattnigg ha debuttato nell'opera lirica Orfeo ed Euridice di Gluck nel ruolo di Euridice allo Schlosstheater Schönbrunn di Vienna. In seguito è stata Cleopatra (Giulio Cesare in Egitto di Händel) a Vienna, Donna Elvira (Don Giovanni di Mozart) alla Kammeroper Rheinsberg, Pamina (Il flauto magico di Mozart), Marie (La sposa venduta di Smetana) e Antonia (I racconti di Hoffmann di Offenbach) all'Opera di Klosterneuburg, nonché Micaela (Carmen di Bizet) allo Stadttheater di Klagenfurt.
È stata poi ingaggiata tramite Nikolaus Harnoncourt all'Opera di Zurigo, dove, fra l'altro, ha ricoperto i ruoli di Pamina, Prima Dama, Drusilla, Celia, Anna Geppone, Prima .Fanciulla-fiore, Duchessa di Parma, Solveig, Marzelline, Micaela, Vitellia, Rosalinde, Elisabeth e Gutrune. Si è esibita al Palau de les Arts Reina Sofía a Valencia sotto la direzione di Zubin Mehta nel ruolo di Marzelline nel Fidelio e recentemente ha brillato nel ruolo protagonista nella prima rappresentazione assoluta dell'opera Die Stadt der Blinden (di Anno Schreier) e come Regina in Mathis der Maler (Hindemith) a Zurigo. Nell'estate del 2012 ha cantato al Festival di Salisburgo ne Il Flauto Magico e Il Re Pastore di Mozart. Nel 2013 è stata Freia ne L'oro del Reno a Lipsia.
Inoltre, Sandra Trattnigg è anche cantante da concerto. In questo ruolo si è esibita tra l'altro al Festival di Saliburgo, al Carinthischer Sommer, al Konzerthaus e al Musikverein di Vienna, alla Tonhalle di Zurigo e al Gewandhaus di Lipsia. Nel 2011, a Dresda ha cantato la Passione secondo Luca di Krzysztof Penderecki accompagnata dall'Orchestra Filarmonica di Dresda. Con l'Orchestra Sinfonica Tedesca di Berlino sotto la direzione di Ingo Metzmacher ha cantato il ruolo di Martha nel Lazarus di Schubert. Sandra Trattnigg, nella sua carriera ha cantato con direttori d'orchestra come Nikolaus Harnoncourt, Zubin Mehta, Franz Welser-Möst, Fabio Luisi, Bernard Haitink, Nello Santi, Christian Thielemann, Marc Minkowski, Thomas Rösner, Andrés Orozco-Estrada, Ivor Bolton, Christoph von Dohnányi, Philippe Jordan, Ingo Metzmacher, Daniele Gatti, Ulf Schirmer, Plácido Domingo e Krzysztof Penderecki.
Nella primavera 2014, a Bellinzona partecipa come solista nell'esecuzione della Seconda Sinfonia Lobgesang di Felix Mendelssohn Bartholdy accompagnata dall'Orchestra della Svizzera Italiana sotto la direzione di Diego Fasolis.

## Repertorio (parziale)

### Opera
- Ludwig van Beethoven: Fidelio - Marzelline
- Georges Bizet: Carmen - Michaela
- Ferruccio Busoni: Doktor Faust - Herzogin von Parma
- Christoph Willibald Gluck: Orfeo ed Euridice - Euridice
- HK Gruber: Der Herrr Norrrdwind - Anna Geppone
- Paul Hindemith: Mathis der Maler - Regina
- Claudio Monteverdi: L'incoronazione di Poppea - Drusilla
- Wolfgang Amadeus Mozart: Il flauto magico - Pamina / Erste Dame
- Wolfgang Amadeus Mozart: Don Giovanni - Donna Elvira
- Wolfgang Amadeus Mozart: Così fan tutte - Fiordiligi
- Wolfgang Amadeus Mozart: La clemenza di Tito - Vitellia
- Wolfgang Amadeus Mozart: Il re pastore - Tamiri
- Jacques Offenbach: I racconti di Hoffmann - Antonia
- Anno Schreier: Die Stadt der Blinden - Frau des Augenarztes
- Bedřich Smetana: La sposa venduta - Marie
- Johann Strauß: Die Fledermaus - Rosalinde
- Richard Strauss: Ariadne auf Naxos - Echo
- Richard Strauss: Die Frau ohne Schatten - Stimme des Falken / Hüter der Schwelle
- Richard Wagner: Tannhäuser - Elisabeth
- Richard Wagner: Götterdämmerung - Gutrune / III Norne
- Richard Wagner: Parsifal - 1. Blumenmädchen
- Richard Wagner: Die Walküre - Ortlinde
- Richard Wagner: L'oro del Reno - Freia
- Carl Maria von Weber: Der Freischütz- Agathe
- Riccardo Zandonai: Francesca da Rimini - Garsenda

### Concerti
- Johann Sebastian Bach: Weihnachtsoratorium
- Johann Sebastian Bach: Matthäuspassion
- Johann Sebastian Bach: Kantaten BWV 21, 89, 93, 155, 163, 193, 199
- Ludwig van Beethoven: 9. Sinfonie
- Ludwig van Beethoven: Egmont op. 84
- Ludwig van Beethoven: Messe in C-Dur
- Anton Bruckner: Messe f-Moll
- Gabriel Fauré: Requiem
- Edvard Grieg: Peer Gynt - Solveig
- Georg Friedrich Händel: Solomon - The Queen of Sheba
- Joseph Haydn: Scena di Berenice
- Gustav Mahler: 4. Sinfonie - Die himmlischen Freuden
- Gustav Mahler: 8. Sinfonie - Mater Gloriosa
- Gustav Mahler: Lieder aus des Knaben Wunderhorn
- Felix Mendelssohn Bartholdy: Elias
- Wolfgang Amadeus Mozart: Requiem
- Wolfgang Amadeus Mozart: Missa Brevis D-Dur
- Wolfgang Amadeus Mozart: Krönungsmesse
- Wolfgang Amadeus Mozart: Große Messe in c-Moll - Sopran I
- Wolfgang Amadeus Mozart: Vesperae solennes de Confessore
- Krzysztof Penderecki: 7. Sinfonie („Seven Gates of Jerusalem“)
- Krzysztof Penderecki: Lukaspassion
- Giovanni Battista Pergolesi: Stabat Mater
- Franz Schmidt: Das Buch mit sieben Siegeln
- Franz Schubert: Messe in G-Dur
- Franz Schubert: Messe in As-Dur
- Franz Schubert: diverse Orchesterlieder
- Franz Schubert: Lazarus - Martha
- Richard Strauss: Vier letzte Lieder
- Richard Strauss: diverse Orchesterlieder
- Alexander Zemlinsky: Lyrische Symphonie

## Discografia (parziale)

### CD
- 2006 Franz Schubert - Messe in As-Dur
- 2006 Gustav Mahler - 4. Symphonie con Fabio Luisi (Dirigent) und dem MDR Sinfonieorchester
- 2008 Franz Schmidt - Das Buch mit sieben Siegeln

### DVD
- 2006 Ferruccio Busoni - Doktor Faust con Philippe Jordan (Dirigent)
- 2007 Wolfgang Amadeus Mozart - Il flauto magico con Nikolaus Harnoncourt (Dirigent)
- 2007 Franz Schubert - Fierrabras con Franz Welser-Möst (Dirigent)
- 2007 Richard Wagner - Parsifal con Bernard Haitink (Dirigent)
- 2007 Richard Strauss - Ariadne auf Naxos con Christoph von Dohnányi (Dirigent)
- 2007 Benjamin Britten - Peter Grimes con Franz Welser-Möst (Dirigent)
- 2010 Ludwig van Beethoven - Fidelio con Bernard Haitink (Dirigent)
- 2014 Wolfgang Amadeus Mozart - Il flauto magico con Nikolaus Harnoncourt (Dirigent)

## Premi
- 2005 Frauenkulturpreis für Musik des Landes Kärnten (Österreich)

## Weblink
- Webseite von Sandra Trattnigg, su sandratrattnigg.at. URL consultato il 16 marzo 2014 (archiviato dall'url originale il 14 ottobre 2013).
- Operabase, su operabase.com.
- YouTube, su youtube.com.

| Controllo di autorità | VIAF (EN) 31802639 · ISNI (EN) 0000 0000 5117 5338 · Europeana agent/base/142007 · LCCN (EN) no2008050453 · GND (DE) 135480582 · J9U (EN, HE) 987007328232905171 |